# .ee
.ee je vrhovna internetska domena (country code top-level domain - ccTLD) za Estoniju. Domenom upravlja EENet.

## Vanjske poveznice
- IANA .ee whois informacija  Arhivirana inačica izvorne stranice od 21. kolovoza 2008. (Wayback Machine)